# Bartolomeo Bartocci
Bartolomeo Bartocci (Città di Castello, 1535 – Roma, 25 maggio 1569) è stato un commerciante italiano.
Aderente alla riforma calvinista, prese la cittadinanza ginevrina: durante un viaggio in Italia per lavoro, fu fatto arrestare a Genova dall'Inquisizione che ne ottenne l'estradizione a Roma dove fu bruciato sul rogo.

## Biografia
Nel 1555 partecipò all'assedio di Siena: in questa circostanza si legò d'amicizia con un giovane di Gubbio, Fabrizio Tommasi, che lo indusse ad aderire alle dottrine dei riformatori d'Oltralpe. Quando Vitellozzo Vitelli, vescovo di Città di Castello, seppe che durante una grave malattia egli aveva rifiutato i conforti religiosi, lo convocò per interrogarlo ma il Bartocci fuggì a Siena, poi a Venezia (dove gli arrivò una predica dei genitori, che non ascoltò) e infine a Ginevra, dove nel 1557 ottenne la cittadinanza e si sposò con una certa Maddalena da cui ebbe tre figli.
La sua attività di mercante di seta gli procurò un notevole benessere e, insieme con la sua devozione religiosa, la considerazione delle autorità ginevrine: al battesimo dei suoi figli furono presenti il famoso teologo Teodoro di Beza e Francesco Greco, che era stato precettore delle figlie della duchessa Renata di Francia. Quando nel 1567 intraprese un viaggio in Italia, la sua presenza fu segnalata dal cardinale Scipione Rebiba, allora a capo del Sant'Uffizio, che il 16 ottobre chiese alle autorità di Genova di arrestarlo ed estradarlo a Roma. Bartocci e un cavaliere di Malta, suo compagno di viaggio, furono imprigionati nella torre del Palazzo ducale.
L'estradizione fu rinviata a causa delle proteste giunte a Genova da Ginevra e da Berna: dalla Svizzera si ricordava alle autorità genovesi che il Bartocci era cittadino ginevrino, che era stato in Sicilia e a Napoli per esclusivi motivi economici, senza occuparsi di questioni religiose, che l'arresto era pertanto illegittimo e pregiudicava la libertà di commercio, fino ad allora rispettata tra le loro città, e si minacciavano ritorsioni qualora il Bartocci non fosse stato liberato. I Genovesi premettero sul connazionale cardinale Giovanni Battista Cicala, membro del Sant'Uffizio, facendo presente i rischi di compromissione delle attività economiche della Repubblica che la vicenda portava con sé.
A dicembre il cardinale riferiva di aver trovato papa Pio V irremovibile nella sua intenzione di voler processare il Bartocci a Roma: così, mentre a Berna venivano confiscati 24.000 scudi a cittadini genovesi, il 29 gennaio 1568 il Bartocci veniva trasferito a Roma. Continuarono le proteste dalla Svizzera e le timide pressioni di Genova sul Cicala perché almeno il Bartocci fosse egualmente liberato alla fine del processo, anche nel caso fosse riconosciuto colpevole. Vi era anche la possibilità che il Bartocci ritrattasse la sua «eresia» evitando una condanna, ma egli mantenne nel corso del lungo processo un atteggiamento fermo e irremovibile e il 25 maggio 1569 fu bruciato vivo in Ponte Sant'Angelo.